# War of the Roses
War of the Roses – trzecioosobowa gra akcji nastawiona na rozgrywkę wieloosobową przez Internet, w której gracze mogą wziąć udział w pięciu historycznych bitwach z okresu Wojny Dwóch Róż. Gracze wcielają się w piętnastowiecznych rycerzy angielskich z rodu Lancasterów i Yorków. Gra została wyprodukowana przez studio Fatshark i wydana przez Paradox Interactive. Jej światowa premiera odbyła się 2 października 2012. 15 kwietnia 2014 roku nastąpiła premiera sequelu gry zatytułowanego War of the Vikings.

## Odbiór gry
War of the Roses zostało dobrze przyjęte, uzyskując średnie ocen 72,86% i 73/100 w agregatorach GameRankings i Metacritic.